# ساریجالی بالا
ساریجالی بالا (به لاتین: Yuxarı Sarıcalı) یک منطقه مسکونی در جمهوری آذربایجان است که در شهرستان ترتر واقع شده است.